# Abderrafia Bouassel
Abderrafia Bouassel (* 18. Februar 2001) ist ein marokkanischer Leichtathlet, der sich auf den Hindernislauf spezialisiert hat.

## Sportliche Laufbahn
Erste internationale Erfahrungen sammelte Abderrafia Bouassel bei den Crosslauf-Weltmeisterschaften 2019 in Aarhus, bei denen er nach 26:56 min den 51. Platz im U20-Rennen belegte. Im April belegte er dann bei den Juniorenafrikameisterschaften in Abidjan in 9:19,53 min den siebten Platz über 3000 m Hindernis. 2022 gelangte er bei den Mittelmeerspielen in Oran mit 8:29,59 min auf den fünften Platz und anschließend siegte er in 8:57,92 min bei den Islamic Solidarity Games in Konya.
2022 wurde Bouassel marokkanischer Meister im Hindernislauf.

## Persönliche Bestleistungen
- 5000 Meter: 13:45,66 min, 17. Juli 2019 in Casablanca
- 3000 m Hindernis: 8:27,00 min, 15. Juni 2022 in Marseille